# Orestiv, Zdolbuniv
Orestiv (în ucraineană Орестів) este un sat în comuna Bohdașiv din raionul Zdolbuniv, regiunea Rivne, Ucraina.

## Demografie
Componența lingvistică a localității Orestiv
     Ucraineană (99,18%)
     Alte limbi (0,83%)
Conform recensământului din 2001, majoritatea populației localității Orestiv era vorbitoare de ucraineană (99,18%), existând în minoritate și vorbitori de alte limbi.